# Can Baumes
Can Baumes és una casa de Tavertet (Osona) inclosa a l'Inventari del Patrimoni Arquitectònic de Catalunya.

## Descripció
Casa unida a una altra per un cantó i per l'altre forma una cruïlla del carrer. Consta de planta baixa i un pis amb la teulada a dues vessants i el carener paral·lel a la façana. Les obertures de la façana principal, tres per pis situats en el mateix eix, tenen la llinda i els brancals de carreus de pedra. El mur té uns esgrafiats amb un motiu que es repeteix en els llenços de paret que queda entre les finestres: són tres rectangles concèntrics, l'exterior és un rectangle amb la línia fina, el del mig és més gruixut i els angles són còncaus i el del centre la línia torna a ser fina i els angles còncaus.